# Bidens populifolia
Bidens populifolia là một loài thực vật có hoa trong họ Asteraceae. Loài này thuộc chi Bidens. Nó chỉ được tìm thấy ở Koʻolau Range trên Oʻahu.